# Гайке Кеммер
Гайке Кеммер  (нім. Heike Kemmer, 24 квітня 1962) — німецька вершниця, олімпійська чемпіонка.

## Виступи на Олімпіадах
| Олімпіада  | Дисципліна        | Місце |
| ---------- | ----------------- | ----- |
| Афіни 2004 | виїздка, особисті | 26    |
| Афіни 2004 | виїздка, командні | 1     |
| Пекін 2008 | виїздка, особисті | 3     |
| Пекін 2008 | виїздка, командні | 1     |